# Park Narodowy Mole

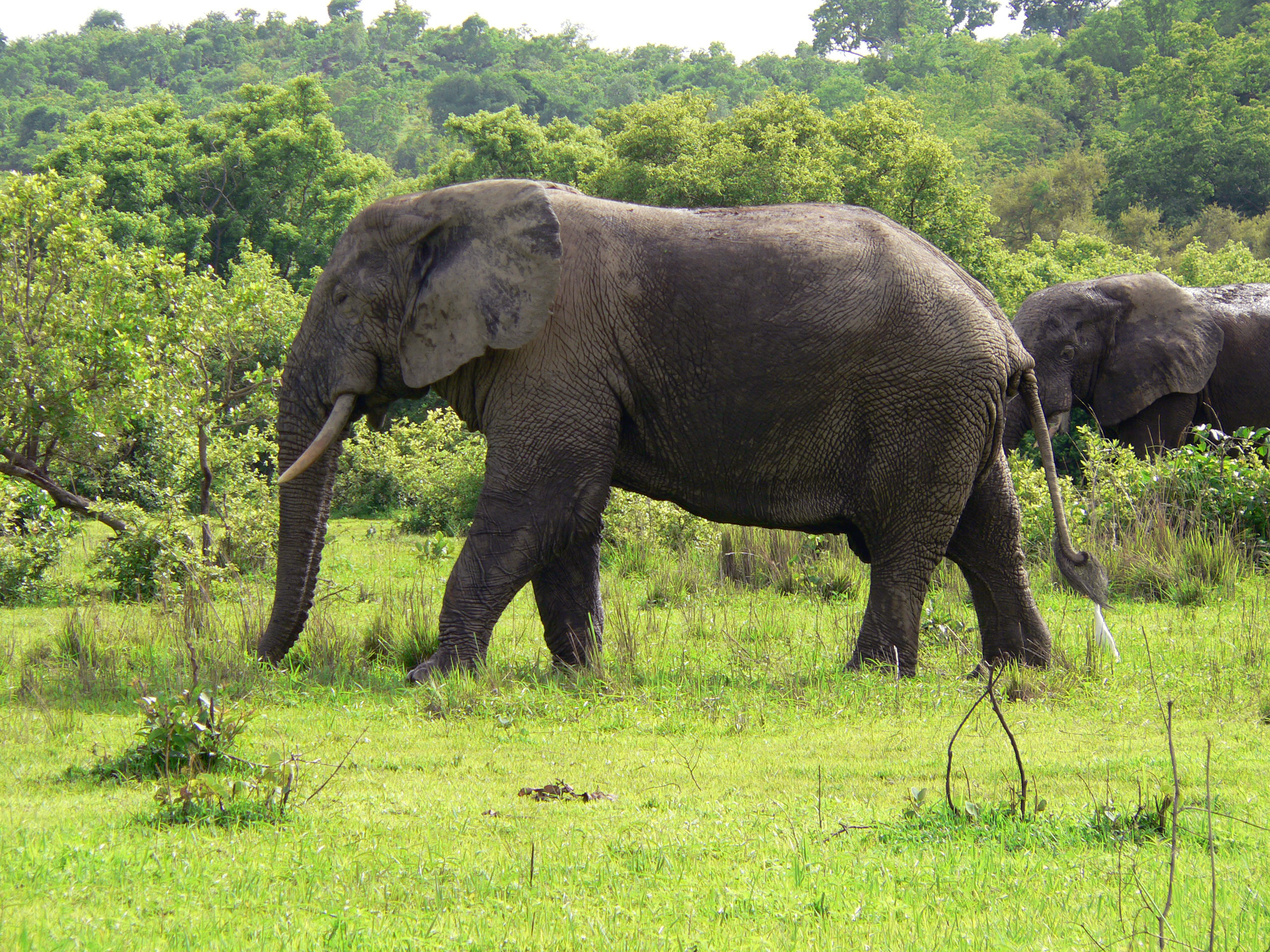
Słonie w Parku Narodowym Mole

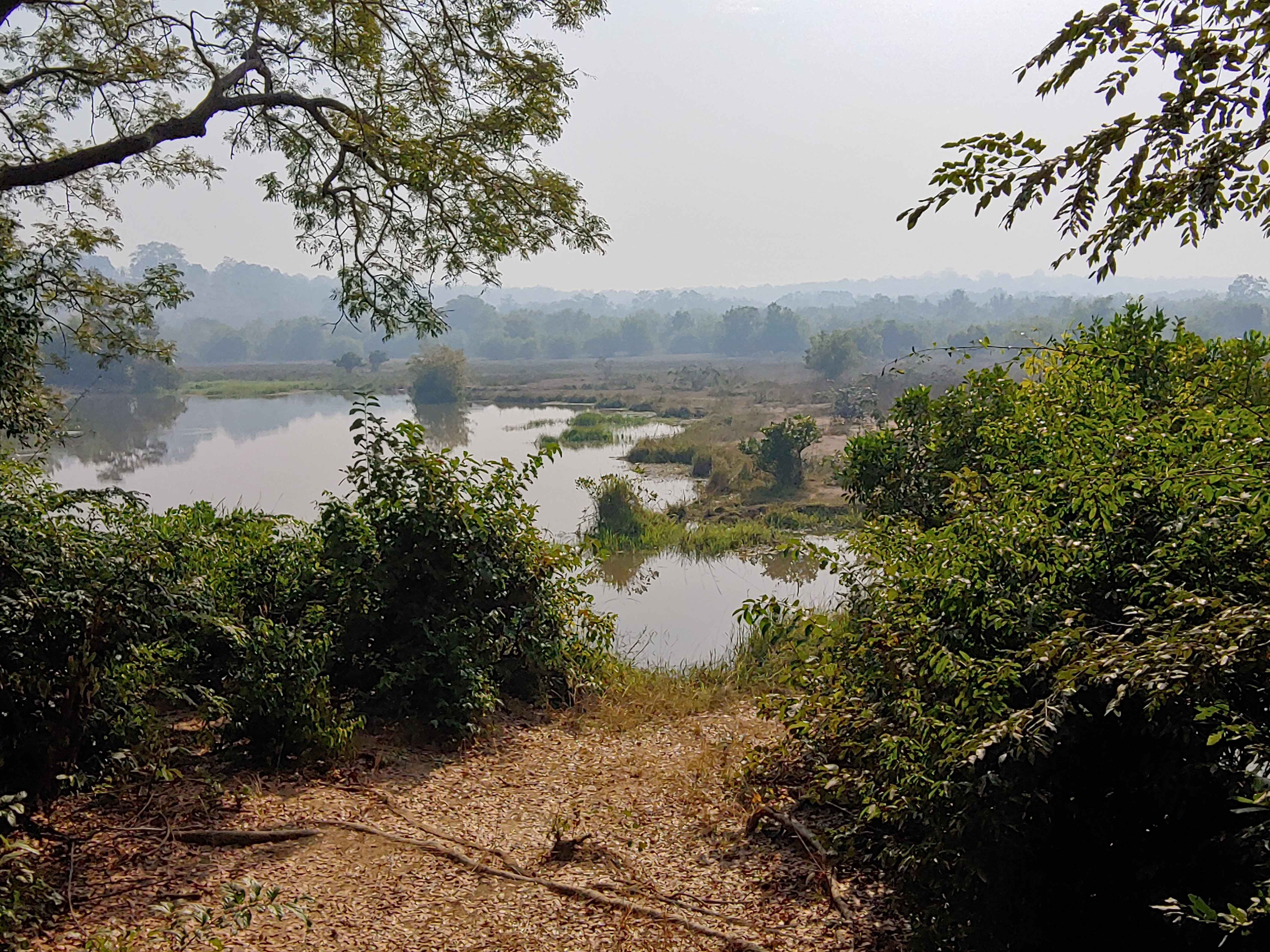
Krajobraz Parku Narodowego Mole

Park Narodowy Mole – park narodowy w Regionie Północnym w Ghanie o powierzchni 4 840 km², założony w 1971 roku, choć już wcześniej był to teren częściowo chroniony (od 1930 r.). Ochroną objęto tu dwa zbiorowiska sawanny: dolinną i wyżynną. Występują tu 94 gatunki ssaków, w tym słoni. 